# Niccolò Borghesi
Niccolò Borghesi (o Niccolò Borghese) (Siena, aprile 1432 – Siena, 18 luglio 1500) è stato un umanista e letterato italiano, fu un'importante personalità politica della Repubblica di Siena appartenente al Monte dei Nove.

## Noveschi
Membro di spicco della famiglia senese Borghesi, nacque a Siena nell'aprile del 1432 dal giurista Bartolomeo di Niccolò di Cristofano. Esiliato nel 1485 dal Monte del Popolo, al momento al potere, rientrò a Siena nel 1486 per trattare una pacificazione generale.
Dopo il colpo di Stato del 22 luglio 1487 che riportò al potere i Noveschi, ossia gli esponenti del Monte dei Nove, in cui ebbe grande parte fra gli altri Pandolfo Petrucci, svolse importanti incarichi diplomatici presso la corte papale e presso Lorenzo il Magnifico nell'interesse del nuovo corso politico instauratosi a Siena.
Apparteneva alla cosiddetta corrente Municipalista del Monte dei Nove che si caratterizzava per un più incisivo interventismo in politica internazionale contro il maggiore pragmatismo rappresentato da Pandolfo Petrucci, l'uomo nuovo della politica senese che alla fine risulterà vincente.
Sua figlia Aurelia sposò Pandolfo Petrucci contribuendo con questo legame alla maggiore fortuna politica di quest'ultimo.
Entrato in contrasto in politica estera con il genero, Pandolfo Petrucci, la cui autorità politica ormai si imponeva anche sul piano internazionale, si ritirò dalla vita politica attiva continuando però la propria opposizione nei confronti del Petrucci.
Colpito mortalmente il 17 luglio 1500 per mano di sicari di cui si sospettò fosse mandante il genero, morì il giorno seguente.

## Scritti
Di lui rimangono una Vita di Caterina Benicasa e numerosi manoscritti di argomento giuridico.